# Ndidi Okonkwo Nwuneli
Pour les articles homonymes, voir Okonkwo.
Ndidi Okonkwo Nwuneli, née le 22 mars 1975, est une entrepreneure sociale, se consacrant notamment à l'entreprenariat dans le secteur agricole et agroalimentaire

## Biographie
Ndidi Okonkwo naît le 22 mars 1975 à Enugu, au Nigeria, d'un professeur nigérian de pharmacologie, Paul Obuekwe Okonkwo et d'une professeure américaine d'histoire, Rina Okonkwo. Son père, qui est originaire d Awka et sa mère qui est originaire de New York, se sont rencontrés à l'université Cornell en 1965. Elle grandit et effectue sa scolarité à Enugu. Puis, de 1991 à 1992, elle complète par une année à l'école Clarkson à Potsdam, New York. Elle poursuit à partir de 1992 à la Wharton School, une école de commerce de l'université de Pennsylvanie. La carrière professionnelle de Nwuneli débute en première année, à l'Université de Pennsylvanie, par un stage chez McKinsey, à New York. En 1995, la même entreprise de conseil lui propose un poste à temps plein  à Chicago, dans l'Illinois. Elle travaille également pour McKinsey dans leur bureau de Johannesburg, en Afrique du Sud. En 1997, elle s'inscrit à la Harvard Business School.
En 2000, elle démissionne de son poste chez McKinsey pour revenir dans son pays natal, au Nigeria, sur un poste de direction au sein de la Fondation FATE (fondée par Fola Adeola, homme d'affaires nigérian) ,
En 2002, elle fonde deux associations à but non lucratif, LEAP (Leadership, Effectiveness, Accountability, Professionalism) Africa et Ndu Ike Akunuba (NIA), des mots igbo qui peuvent se traduire traduisent par Vie, Force et Richesse,. Le but de ces organismes est d'accompagner les entrepreneurs. En tant que fondatrice de ces organisations, elle est invitée à prendre la parole devant la Commission des Nations unies pour le développement social, le Forum économique mondial et la Fondation Clinton.
En 2010, Nwuneli, et son mari Mezuo Nwuneli, co-fondent Sahel Capital et AACE Foods. Sahel Capital est une société de conseil  spécialisée dans les secteurs de l'agriculture et de l'industrie manufacturière. Sahel Capital a été choisi comme gestionnaire du Fonds pour le financement agricole au Nigeria (FAFIN), un fonds de 100 millions de dollars axé sur les PME Cet organisme fournit également des prestations de conseil à des clients au Nigeria, Senegal, Ghana, et Liberia. AACE Foods est une association active dans le soutien aux petits agriculteurs, et dans la promotion de la production et consommation agroalimentaire locale,,.

## Diverses distinctions
- Récipiendaire du prix du Fonds mondial pour les Femmes au cours de la Célébration de leur 25e Anniversaire à San Francisco - 2013[15]
- Lauréate du Nigeria Club d'Affaires 2013 de la Harvard Business School, Prix de l'Entrepreneur Social[16]
- Forbes: figure dans les 20 plus jeunes personnalités féminines en Afrique, 2011[17]
- Prix d'Excellence décerné par l'État d'Anambra, 2011[18]
- Sélectionnée pour l'Africa Business Club, Harvard Business School, Prix d'excellence 2007[19]
- Sélectionnée en tant que Jeune Manager de l'Année par le journal nigérian This Day , 2005[20]
- Est distinguée du National Honor – Member of the Federal Republic, par le Président de la République Fédérale du Nigeria le 16 décembre 2004[21]
- Sélectionnée en tant que Jeune leader mondial par le Forum Économique Mondial, Davos; 2004[22]
- Sélectionnée comme un des leaders mondiaux de demain, par le Forum Économique Mondial, Davos, Suisse; 2002[23]